# Kira Pietrek
Kira Pietrek (* 1983 in Hrubieszów) ist eine polnische Dichterin, Illustratorin und Grafikerin.

## Leben
Pietrek debütierte 2008 als Lyrikerin in der Anthologie Słynni i świetni. In den Jahren 2009 bis 2011 gewann sie mehrere Preise für Werbung. Sie publizierte in den Zeitungen und Zeitschriften Odra, Tygodnik Powszechny, Czas kultury und ha!art.
Sie lebt in Posen.

## Werke
- Język korzyści, 2010
- Statystyki, 2013

## Auszeichnungen
- 2011: Breslauer Lyrikpreis Silesius für das Debüt des Jahres für Język korzyści
- 2015: Stanisław-Barańczak-Stipendium